# Bogatynia
Bogatynia este un oraș în Polonia. Are o populație de 20.000 locuitori. Orașul este situat în sudul Poloniei, la granița cu Germania și Cehia.